# Sensiphorura
Genre
Sensiphorura est un genre de collemboles de la famille des Pachytullbergiidae.

## Liste des espèces
Selon Checklist of the Collembola of the World (version du 21 septembre 2019) :
- Sensiphorura anichkini Shveenkova, 2017
- Sensiphorura marshalli Rusek, 1976
- Sensiphorura oligoseta Bu, Potapov & Gao, 2013
- Sensiphorura tiunovi Shveenkova, 2017

## Publication originale
- Rusek, 1976 : New Onychiuridae (Collembola) from Vancouver Island. Canadian Journal of Zoology, vol. 54, p. 19-41.